# Ralph Agas
Ralph Agas (talvolta citato anche come Radulph Agas; Stoke-by-Nayland, 1540 – Stoke-by-Nayland, 26 novembre 1621) è stato un cartografo e disegnatore inglese.

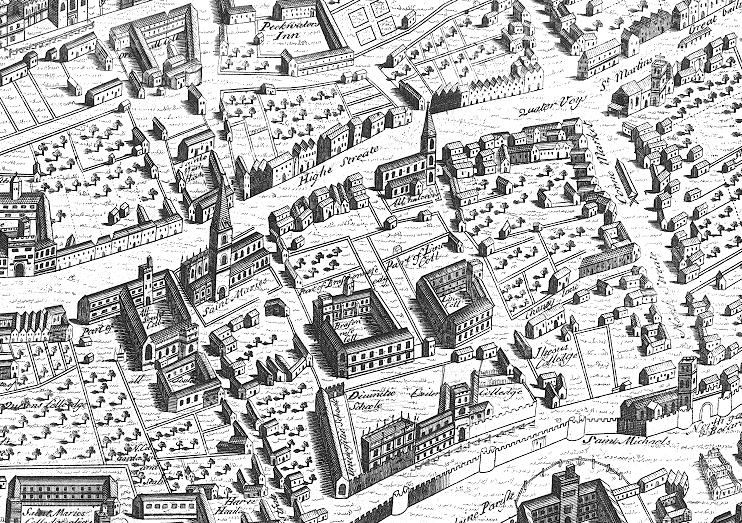
Particolare della mappa di Oxford di Ralph Agas (1578; impressa nel 1588).

Agas è particolarmente noto per la mappa in grande scala di Oxford (su dati del 1578 e pubblicata nel 1588). Antiche mappe delle città di Londra e Cambridge erano state attribuite a lui in passato, ma recenti studi non ne hanno confermato l'attribuzione.

## Biografia
Agas nacque nel Suffolk, probabilmente tra il 1540 e il 1545. Secondo sue affermazioni, iniziò a praticare l'agrimensura nel 1566. Nelle biografie viene descritto più volte come "deforme", "impotente", "zoppo" e "storpio", ma l'esatta natura della sua disabilità non è nota.
Fu ordinato sacerdote e dal 1578 al 1583 fu rettore a Gressenhall, Norfolk. Probabilmente abbandonò la chiesa dopo questa data per seguire la carriera di cartografo.
Sembra sia sempre vissuto nel Suffolk, ma si recò regolarmente a Londra per questioni professionali. Durante queste visite è noto che alloggiò presso delle locande: nel 1596 al "Flower de Luce", vicino al "Sun" e al ponte sul fiume Fleet, e nel 1606 al "Helmet", Holborn, alla fine di Fetter Lane.
Agas si sposò, ma il nome della moglie non è noto. Ebbe almeno tre figli (compresi Robert e Thomas) e due figlie.
Morì a Stoke-by-Nayland il 26 novembre 1621 e venne sepolto il giorno dopo.

## Mappe
Il lavoro di Agas consisteva nella redazione di mappe immobiliari e indagini locali per una varietà di clienti. Fu uno dei primi geometri ad andare oltre la tradizionale pratica di compilazione e descrizione della proprietà fondiaria, integrando il lavoro con mappe quotate. La prima mappa che può essere attribuita a lui riguarda delle terre a West Lexham, Norfolk, datata 1575. in seguito assunse commissioni in Bedfordshire, Berkshire, Cambridgeshire, Essex, Gloucestershire, Norfolk, Oxfordshire, Suffolk e Surrey. Realizzò una mappa di Toddington, datata 1581, che Paul Harvey descrisse "il più bel disegno che abbiamo di una piccola cittadina elisabettiana". Sembra sia stato al servizio di William Cecil, I barone Burghley. Altro suo cliente fu il Corpus Christi College di Oxford, anche se il College gli commissionò soltanto una relazione scritta e non anche una mappa.
Agas viene principalmente ricordato per Oxonia Antiqua Restaurata, una pianta molto dettagliata "una vista a volo d'uccello" di Oxford. Essa venne disegnata nel 1578 e incisa e stampata nel 1588: una copia si trova nella Bodleian Library, lasciata in eredità da Richard Rawlinson. La pianta venne reincisa da Robert Whittlesey nel 1728, a spese dell'università, ma questa lastra venne distrutta da un incendio delle opere di John Nichols nel 1808.
Una mappa di Dunwich, in Suffolk, è attribuita ad Agas. Venne incisa per la storia della città di Thomas Gardner (1744). L'originale passò poi in proprietà all'antiquario David Elisha Davy.

### Attribuzioni errate
L'importante antica mappa di Londra oggi denominata "Woodcut" map venne tradizionalmente attribuita ad Agas. Un verso inciso sulla lastra del 1588 incisa da Agas sulla sua mappa di Oxford, cita che per 10 anni aveva studiato a fondo la planimetria di Londra, ma non aveva mai realizzato un disegno. Nel dubbio di questa affermazione, un collegamento alla Woodcut map venne fatto per la prima volta nel XVII secolo con l'incisione su una lastra di peltro. Nel 1737–8 George Vertue la attribuì ad Agas. Tuttavia, l'attribuzione non fu più a lungo sostenuta: la Woodcut map viene oggi datata ai primi anni 1560, ed è noto che è basata su una di poco antecedente, la “Copperplate” map degli anni 1550, rendendo praticamente impossibile che Agas abbia partecipato alla sua creazione. Nonostante ciò, la Woodcut map viene ancora citata come “Agas” map.
Una mappa di Cambridge, stampata nel 1592 (la cui unica copia si trova alla Bodleian Library) viene attribuita ad Agas, ma oggi si sa con certezza che sia opera di John Hamond.